# 岩渕麗楽
岩渕 麗楽（いわぶち れいら、2001年〈平成13年〉12月14日 - ）は、日本のプロフェッショナル・スノーボーダー。

## 経歴・人物
岩手県東磐井郡東山町（現：一関市）出身。一関市立長坂小学校（廃校）、一関市立東山中学校、一関学院高等学校を経て、法政大学スポーツ健康学部に在学中。
スノーボードを趣味とする両親の影響で4歳から始め、小学1年生頃から本格的に競技を始めた。10歳（小学4年次）でU-15世代のスノーボード・ルーキーツアーに相当するINDY PARK JAM（アルツ磐梯）で優勝を飾る。中学1年生にしてプロフェッショナル・スノーボーダーに転向し、世界各地の大会に出場するようになる。
中学校卒業前の開催であった全日本スノーボード選手権大会スロープスタイルで87.83点で初優勝。この時点で15歳を迎えていたことから2017年より全日本スキー連盟（SAJ）スノーボード強化指定選手に選抜され、2018年平昌オリンピック代表候補となった。
2017-2018シーズンよりFISワールドカップシリーズへの参戦を始め、スロープスタイル開幕戦（カードローナ / ニュージーランド）で4位に入り、SAJが定めるオリンピック派遣標準条件をクリアした。そして2017年12月10日のワールドカップビッグエア（コッパーマウンテン / アメリカ・コロラド州）では169.25点を記録して初優勝を飾った。
2018年、平昌オリンピックに日本代表として出場。女子スノーボード・ビッグエア4位入賞。女子スノーボード・スロープスタイル14位。
2018年5月20日、ロックバンドGLAYの「GLAYアプリ」がサポートを発表。
2022年2月6日、北京オリンピックのスノーボード女子スロープスタイルに出場し、決勝に進出して80.03点を出し5位入賞。15日に行われた女子ビッグエア決勝では、3回目に大技「フロントサイド・トリプルアンダーフリップ1260」に挑むも着地で転倒し、4位入賞となった。岩渕は前日の予選で左手を骨折していたが、女子選手が未だ成功したことのない大技へのチャレンジを他の出場選手やIOC会長のトーマス・バッハから称えられた。4月、クラン＝モンタナで開催されたセッションイベント「THE NINES」に招かれ、北京オリンピックでは着地に失敗したフロントサイド・トリプルアンダーフリップ1260を成功させた。女子選手では史上初である。

## 主な競技成績
2013年（平成25年）
- 2013フォルクルワールドルーキーファイナル（オーストリア） 準優勝[7]

2017年（平成29年）
- 尾瀬戸倉カップ BIG AIR 優勝
- 全日本尾瀬戸倉大会 BIG AIR 3位
- 尾瀬戸倉カップ SLOPESTYLE 優勝
- 全日本尾瀬戸倉大会 SLOPESTYLE 優勝
- ジュニア世界選手権大会（チェコ） 2位
- ジュニア世界選手権大会（チェコ） 2位
- ワールドカップ スロープスタイル（ニュージーランド） 4位
- ワールドカップ ビッグエア（アメリカ） 優勝

2018年（平成30年）
- ワールドカップ スロープスタイル（アメリカ） 2位
- X GAMES  ビッグエア（アメリカ） 2位
- 平昌オリンピック ビッグエア 4位入賞（日本勢最高位）
- ワールドカップ ビッグエア（ニュージーランド） 優勝
- ワールドカップ ビッグエア（イタリア） 優勝
- ワールドカップ スロープスタイル（中国） 2位

2019年（令和元年）
- ワールドカップ ビッグエア（イタリア） 優勝
- ワールドカップ ビッグエア（アメリカ） 優勝

2020年（令和2年）
- ワールドカップ スロープスタイル（スイス） 2位
- X GAMES ASPEN BIGAIR 3位

2021年（令和3年）
- ワールドカップ スロープスタイル（スイス） 優勝
- ワールドカップ ビッグエア（アメリカ） 優勝

2022年（令和4年）
- 北京オリンピック スノーボード スロープスタイル 5位入賞（日本勢最高位）
- 北京オリンピック スノーボード ビッグエア 4位入賞
- ワールドカップ ビッグエア（スイス） 優勝
- ワールドカップ ビッグエア（カナダ） 3位

2023年（令和5年）
- ワールドカップ スロープスタイル（スイス） 4位
- X GAMES ASPEN SLOPESTYLE 4位
- X GAMES ASPEN BIGAIR 優勝

## 受賞
- JAPAN ACTION SPORTS AWARDS 2018 スノーボーダー・オブ・ザ・イヤー[11]
- 一関市市民栄誉賞（2018年）[22]
- SNOW JAPAN & CONVECTION 2019 優秀選手賞[23]
- SNOW AWARD & PRESS CONFERENCE 2021 優秀選手賞[24]
- 法政大学学生特別表彰奨励賞（2022年[25]、2023年[26]）
- Snow Athletes of the Year 2021-2022[27]

## 出演

### テレビ
- ジャンクSPORTS（フジテレビ、2018年5月6日[28]・2022年3月27日[29]）
- 踊る!さんま御殿!!（日本テレビ、2022年4月5日）[30]

### ラジオ
- TBSラジオワールド 未来へのコトバ〜北京の記憶から〜（TBSラジオ、2022年4月3日）[31]